# Zemský okres Heinsberg
Zemský okres Heinsberg (německy Kreis Heinsberg) je zemský okres v německé spolkové zemi Severní Porýní-Vestfálsko, ve vládním obvodu Kolín nad Rýnem. Sídlem správy zemského okresu je město Heinsberg. Má přibližně 254 tisíc obyvatel. 

## Města a obce
| Města: 1. Erkelenz 2. Geilenkirchen 3. Heinsberg 4. Hückelhoven 5. Übach-Palenberg 6. Wassenberg 7. Wegberg | Obce: 1. Gangelt 2. Selfkant 3. Waldfeucht |